# Lagoleptus hugin
Lagoleptus hugin är en stekelart som beskrevs av Ian D. Gauld 1997. Lagoleptus hugin ingår i släktet Lagoleptus och familjen brokparasitsteklar. Inga underarter finns listade i Catalogue of Life.